# Jamal (muziekgroep)

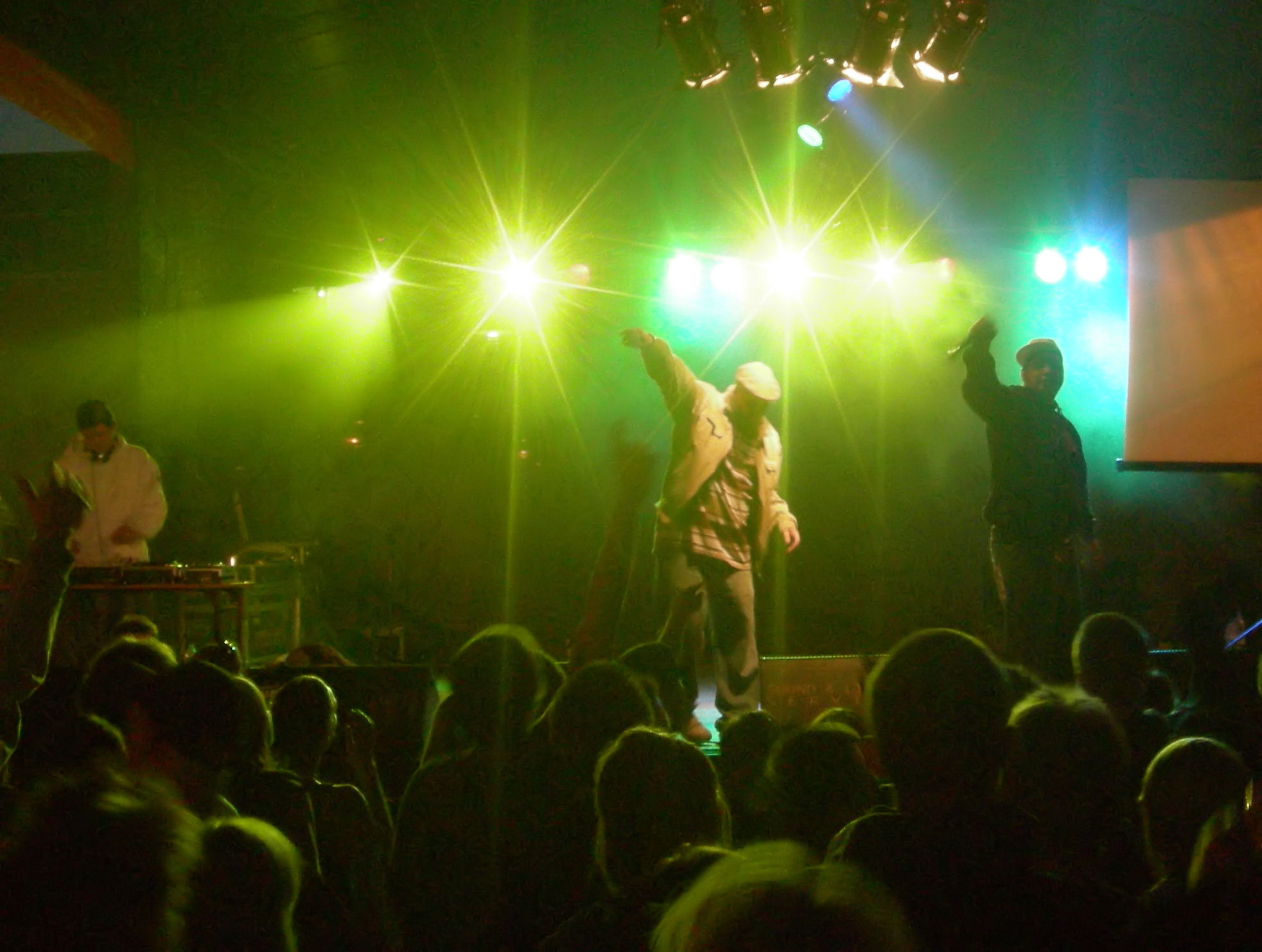
Jamal op het podium in Poznań

Jamal is een Poolse raggamuffin- en reggaemuziekgroep.
De groep werd in 1999 in Radom opgericht door Łukasz Borowiecki en Tomek Mioduszewski. Het duo maakte destijds uitsluitend hiphop. Vanaf 2001 gaan de leden zich meer richten op eigen projecten en is de groep tot 2004 niet meer actief. Op 18 juni 2005 brengt EMI het debuutalbum Rewolucje uit, waarop een sterke invloed van reggae, dancehall en raggamuffin aanwezig is. Op 3 oktober 2008 komt het album Urban Discotheque uit. Sinds dit album is Frenchman lid van de groep. Delen van enkele nummers zijn in het Frans gezongen terwijl de groep verder uitsluitend in het Pools zingt.